# Bei Jiang
Bei Jiang (chiń. 北江; pinyin Běi Jiāng; dosł. Rzeka Północna) – rzeka w południowych Chinach, w prowincji Guangdong, razem z Xi Jiang i Dong Jiang tworzą Rzekę Perłową. Długość rzeki wynosi ok. 350 km.